# 木下俊長
木下 俊長（きのした としなが）は、豊後国日出藩3代藩主。官位は従五位下右衛門大夫、致仕後に内蔵頭に改める。

## 経歴

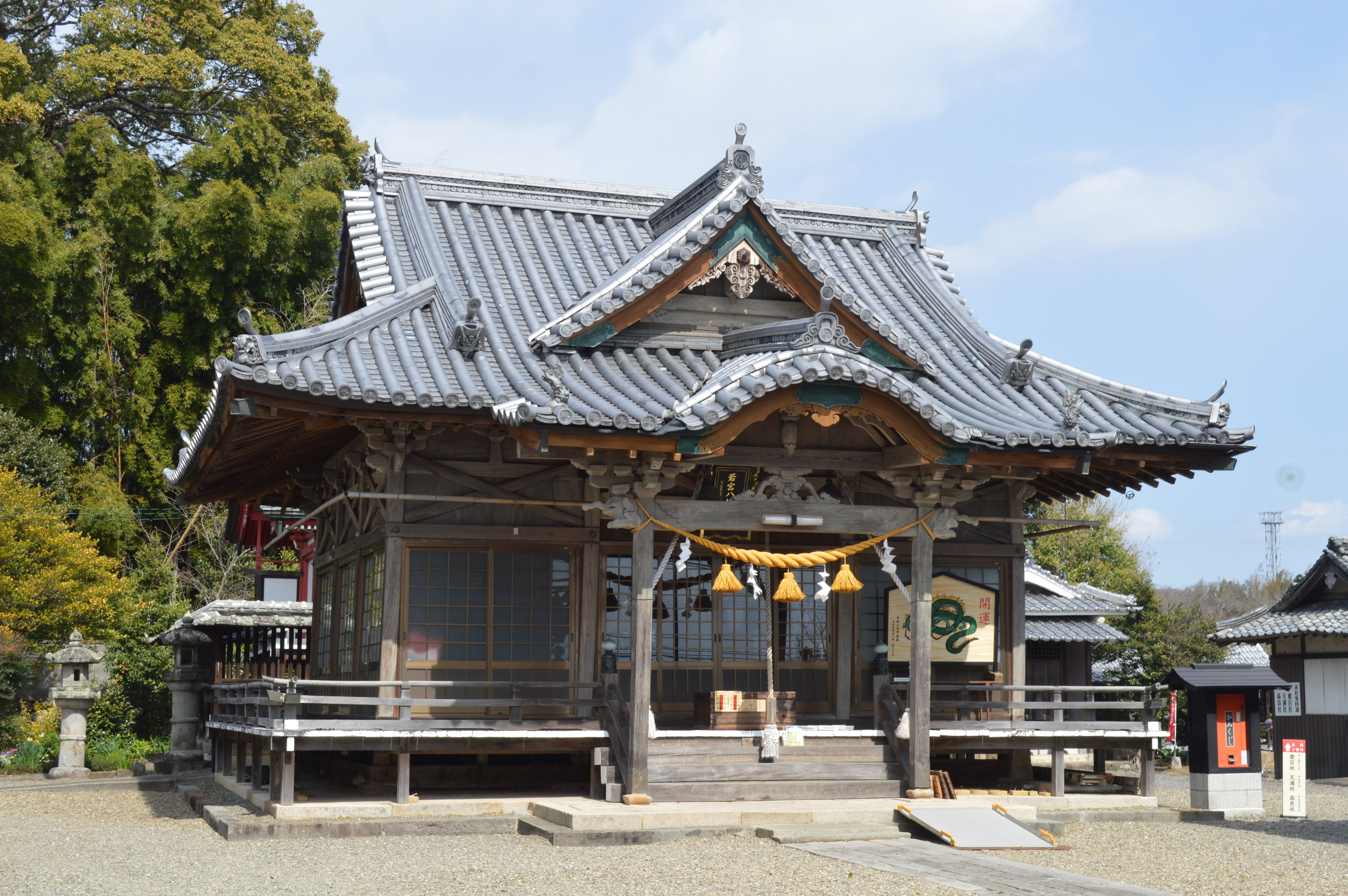
日出若宮八幡神社

慶安元年（1649年）に生まれる。万治元年（1658年）に初めて将軍徳川家綱に拝謁する。
寛文元年（1661年）、父の死去により跡を継ぐ。同年12月、従五位下右衛門大夫に叙任される。
寛文9年（1669年）には日出若宮八幡神社の本殿を、元禄12年（1699年）に渡殿・拝殿を、元禄14年（1701年）に神楽殿を、元禄16年（1703年）に楼門を、宝永5年（1708年）に絵馬殿を建立し、今日の堂宇を完成させた。
延宝3年（1675年）、城下の整備に努めた。
天和3年（1683年）、旗本大久保源次郎忠宣が罪を犯したので、幕命により貞享3年（1686年）に赦されるまで身柄を預かる。
のちに農民が治世中に逃散（離散）したことを恥じて自ら反省するために謹慎したが、元禄11年（1698年）に幕府が糾明したところ農民の訴えは事実無根であったとして、出仕を憚ることはないと台命がでた。
宝永4年（1707年）9月12日、家督を長男の俊量に譲って隠居し、享保元年（1716年）9月8日、日出で死去した。享年69。
法号は桂峰院。墓所は大分県速見郡日出町の松屋寺。
大正5年（1916年）、従四位を追贈された。

## 系譜
- 父：木下俊治（1614-1661）
- 母：安藤氏

- 正室：朽木稙綱の娘
  - 長女：木下公定正室
  - 次女：伊東長救正室
  - 長男：木下俊量（1672-1730）
  - 次男：辯之助
  - 三男：木下公福（1681-1727）兄・公定の養子となる
- 側室：長沢氏
  - 四男：木下長保（俊保）（1706-1738）
- 生母不明の子女
  - 三女：稲垣重富正室
  - 四女：無記入なし